# Siete tratados

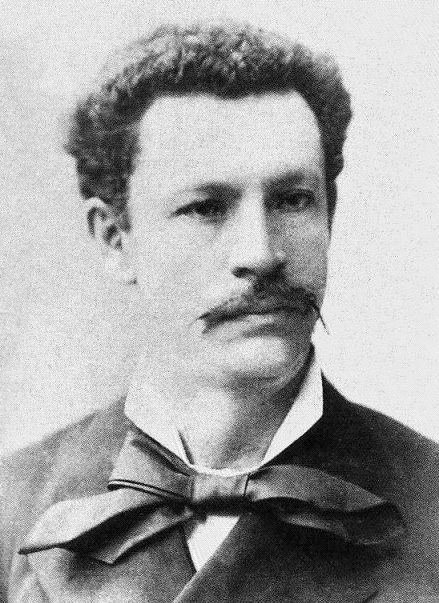
Juan Montalvo.

Siete tratados es un conjunto de ensayos publicados por el escritor ecuatoriano Juan Montalvo en dos tomos, en 1882 y 1883. De marcado carácter filosófico, fue su obra más famosa, gracias a la cual recibió elogios tanto en América como en Europa. Había sido escrita en su mayor parte entre 1873 y 1875 mientras su autor se encontraba proscrito en Ipiales, ya que durante ese período gobernaba el Ecuador Gabriel García Moreno, enemigo suyo, conocido por reprimir todo intento de oposición. Se publicó en París,  el tomo I en 1882 y el II en 1883.
Los Siete tratados están escritos con tal abundancia de citas históricas, parábolas y ejemplos, que su lectura no es fácil: el lector puede perder el interés en la obra por el derroche de erudición del autor y por sus digresiones, no siempre acertadas.
El tomo I contiene: "De la nobleza", "De la belleza en el género humano" y "Réplica a un sofista seudocatólico"; el tomo II: "Del genio", "Los héroes de la emancipación hispanoamericana", "Los banquetes de los filósofos" y "El buscapié", que luego aparecerá como prólogo de su novela Capítulos que se le olvidaron a Cervantes.

## Contenido

### De la nobleza
Montalvo inicia este tratado afirmando que, aunque todas las razas humanas tienen grandes diferencias, por lo tanto su origen es único. Toma como referencia a Montesquieu y su estudio sobre la influencia climatológica en el desarrollo de los rasgos distintivos de las razas, aunque no concuerda con su criterio de que todas las diferencias raciales sean provocadas, simplemente, por cambios del clima. Esto sirve de introducción a su estudio sobre la nobleza:

Puesto en controversia el origen único de la especie humana, no habría cosa que dificultar en orden a la desigualdad de las clases, y la nobleza de la sangre vendría a ser prerrogativa natural y esencial en las que la reclamasen y poseyesen a justo título. Si admitimos empero una sola cuna para todos los mortales, el principio de la nobleza lo hemos de buscar en otra parte.

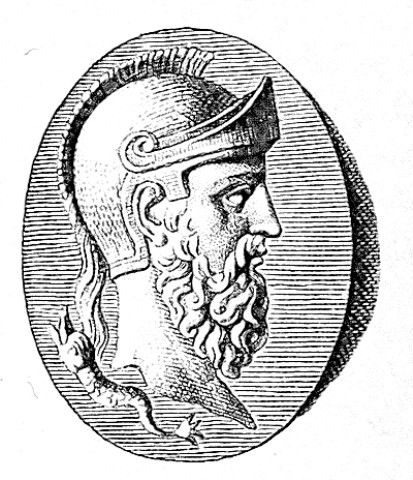
Temístocles.

En seguida estudia diferentes nociones de nobleza a lo largo de la historia. Empieza refiriéndose a "los fundadores de las primeras noblezas del mundo", es decir aquellos a quienes "el vuelo de la inteligencia y la fuerza del corazón los levantaron al primer peldaño en esa alta gradería que los hombres han fabricado para ponerse unos sobre otros", aunque luego nota que la nobleza sale de la plebe y vuelve a ella, por lo que formula una pregunta retórica: "Cuántos descendientes de reyes componen hoy la hez del pueblo en las naciones de la tierra?".
Menciona que ciertos nobles tuvieron orígenes humildes, como en el caso de Temístocles en Atenas y Camilo en Roma. Luego afirma: "la nobleza tiene, pues, origen noble, como que ha nacido del talento y el valor, prendas de la naturaleza humana". Después  se refiere al hecho de que la nobleza a veces se fundamenta en la riqueza:

En nuestros tiempos las riquezas son el fundamento de la nobleza: el mundo ha pasado por la cola de un cometa y ha perdido la vista: ahora no vemos como veían los antiguos, esos patriarcas venerables que cabalgaban en asnos y andaban el pie desnudo.

Y exclama "Ah, si se les corrompieran las riquezas a los ricos!". Según Montalvo, la nobleza puede ser adquirida, y se la puede perder por el mismo caso: "Todo el que incurre en caso de menos valer aplebeya su sangre: el infame no puede ser noble: hay también incompatibilidad entre el señorío y la dignidad. Los que dan principio a su enriquecimiento con lucros despreciables, grangerías [sic] ruines, no son, no pueden ser nobles".
En definitiva, para Montalvo, la verdadera nobleza, la nobleza digna, la nobleza que debe ser admirada, elogiada y distinguida, nace del ser humano y no con el ser humano; se hace, no se hereda. Según sus propias palabras, "En estas consideraciones se fundó, sin duda, la más sabia de las sectas de filosofía, cual era la de los estoicos, para sentar este principio: No hay más nobleza que la de las virtudes".

### De la belleza en el género humano

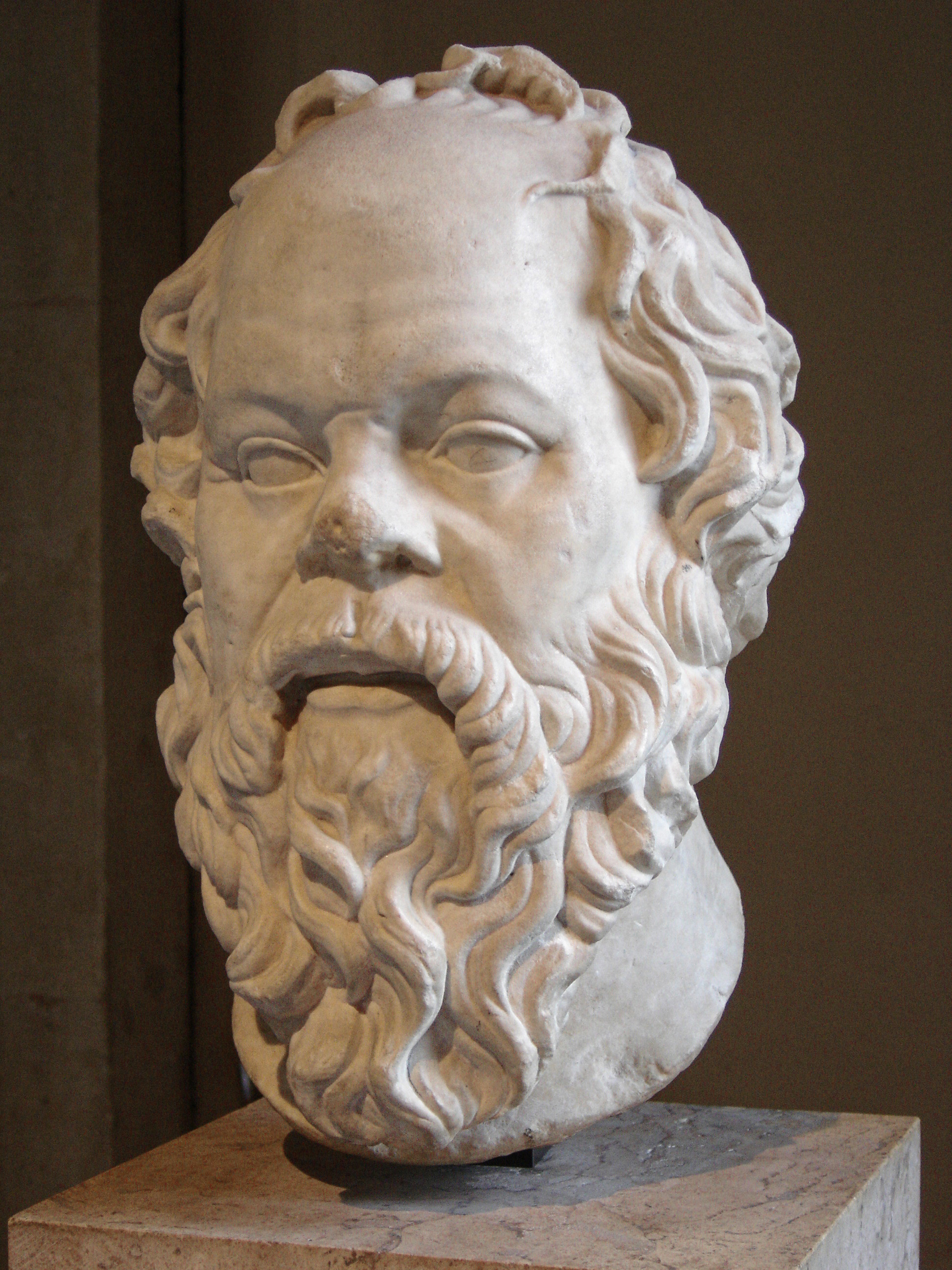
«Yo sé muy bien que Sócrates ha pasado hasta nosotros tanto por la sabiduría cuanto por la fealdad; pero no se me oculta que ese hombre tan feo es el más bello de los hombres. El espíritu divino, ardiendo en él cual llama dentro de un vaso de hechura tosca, pero de materia noble, le transfigura y presenta a los ojos de los mortales asombrados como Genio superior a los seres que pueblan la tierra.»

Inicia este tratado estableciendo que es imposible definir la belleza: "Belleza material es lo que simpatiza a los ojos y llena el corazón, pudiéramos decir; pero éstos son efectos de la belleza, y no la belleza misma". Luego analiza su relatividad: cada pueblo, cada raza, cada época histórica e incluso cada edad tiene su modelo de belleza. 
Por otro lado, para Montalvo no puede haber belleza sin virtud: "Por desgracia la belleza no es hermana de la virtud, ni siquiera de la bondad. Si no fuese poner tacha impía, sería yo capaz de afirmar que hubiera sido mejor que sin virtud no reconociésemos belleza de ningún linaje".
Para terminar, en su opinión la belleza no sólo es material; para el alma creyente, para el espíritu que anhela la perfección, está la belleza de Dios. Este tratado, por las metáforas y descripciones que contiene, es quizá el más logrado artísticamente de todos.

### Réplica a un sofista
En el libro número 1 de su revista El Cosmopolita, Montalvo, al comentar su primera visita a Roma, hizo referencias a la historia antigua de la ciudad, presentándola como modelo de moral y virtud. Esto molestó a ciertos católicos ecuatorianos, quienes aseguraban que virtud sólo había dentro de la religión católica. Así, este tratado fue escrito como defensa a las acusaciones de sus detractores, quienes lo llamaron hereje, anticatólico y anticlerical. En él, Montalvo responde categóricamente que ni es hereje, ni anticlerical, sino creyente pero denunciador del mal clero.
En su opinión, sólo el fanatismo y la torpeza pueden poner un abismo entre la virtud antigua y la moderna, entre la virtud pagana y la cristiana: "Bien se me alcanza que la pura y limpia virtud, virtud del cielo, está en la ley cristiana, ley de Dios; mas si los antiguos griegos y romanos practicaron gran parte de ella, diremos que no fue virtud, porque el Redentor no había aún venido al mundo?".
En vez de propender mover el mundo hacia adelante, Montalvo deja notar que si por el fuera, regresaría al pasado. En un tropo nos dice que "la sociedad humana es una escalera" y que como "escala sin escalones no puede haber en la sociedad humana si suprimimos las clases sociales, no pude existir la sociedad humana". De estos juicios se desprende claramente la inhabilidad de mirar al futuro y sugerir cambios: hay siempre como constantes el esplendor del pasado y la oscuridad del presente.
A veces en este tratado se refiere a las nuevas corrientes sociales e ideológicas europeas, aunque no las profundiza, como en el siguiente caso:

Achacar a la Roma antigua la invención del socialismo, es lo mismo que achacarle la esclavitud. El socialismo por un encadenamiento misterioso de las ideas y las cosas, tiene su cuna en el despotismo, quien lo creyera; y no podía, por ley de la naturaleza, haber nacido en un pueblo que adoraba la libertad, la cultivaba y la gozaba como su bien mayor, más verdadero y presente.

En cuanto al tema del mal clero, lo ataca por simoníaco y afrodisíaco, dando luego un ejemplo de lo que es un "buen cura" con el episodio del cura de Santa Engracia. Aunque el ataque es general, las citas individualizan a ciertos miembros del clero que sirven de prototipos: el cura que negó sepultura para el cadáver de su hermano, y el que siguió con látigos a ciertas mujeres que le pidieron que rebajase alguna parte de los derechos de un entierro. En ningún otro tratado o escrito se preocupa tanto Montalvo como en éste de reiterar su creencia en Dios y en los mandamientos. Finaliza el tratado diciendo:

Pudiera yo honrarme en el silencio respecto de cargo tan gratuito como temerario, de afirmar que soy enemigo de Jesucristo, yo que no puedo oír su nombre sin un delicado y virtuoso estremecimiento de espíritu, que me traslada como por ensalmo al tiempo y a la vida de ese hombre celestial. Enemigos, no los tiene Jesucristo: los malos cristianos, los católicos de mala fe son los que los tienen.

### Del genio
Comienza este tratado defendiéndose de los ataques de un purista de la lengua que lo había criticado por usar el galicismo genio, cuando el castellano tiene el vocablo ingenio. Para Montalvo, existen dos conceptos diferentes que deben expresarse con dos palabras distintas, y para explicar lo que es el genio recuerda que en la antigua filosofía griega, particularmente en la aristotélica, existía la palabra "entelequia", la misma que "unas veces quiere decir Dios, otras significa forma: cuando la vierten por movimiento, cuando por abismo: ahora es inmortalidad, luego indicará el infierno". Explica después que con la palabra "genio" pasa algo semejante: "La entelequia de los antiguos tiene hoy uno como heredero de lo vasto, alto, profundo, desconocido y misterioso: este es el genio".
Asegura que el genio, como fuerza creadora, no es facultad universal. El genio es un don rarísimo "con que Dios mejora a los predestinados de su amor", mientras que "ingenio es talento, inteligencia repartida". Dice:

El ingenio puede ser modesto, humilde, y hasta bajo: el genio es sublime, siempre sublime; y sublimidad no existe sin grandioso atrevimiento, fuerza incontrastable, ímpetu irresistible. El ingenio es juicioso, tímido muchas veces: su vuelo no traslimita el espacio de una apocada sensatez: el genio se agita en una como demencia celestial, bate las alas impetuosamente y, encendidos los ojos, se dispara.

Montalvo a lo largo de su ensayo revisa la historia antigua y moderna, para citar genios y hombres de ingenio, tanto propicios como infaustos.

### Los héroes de la emancipación de la raza hispanoamericana

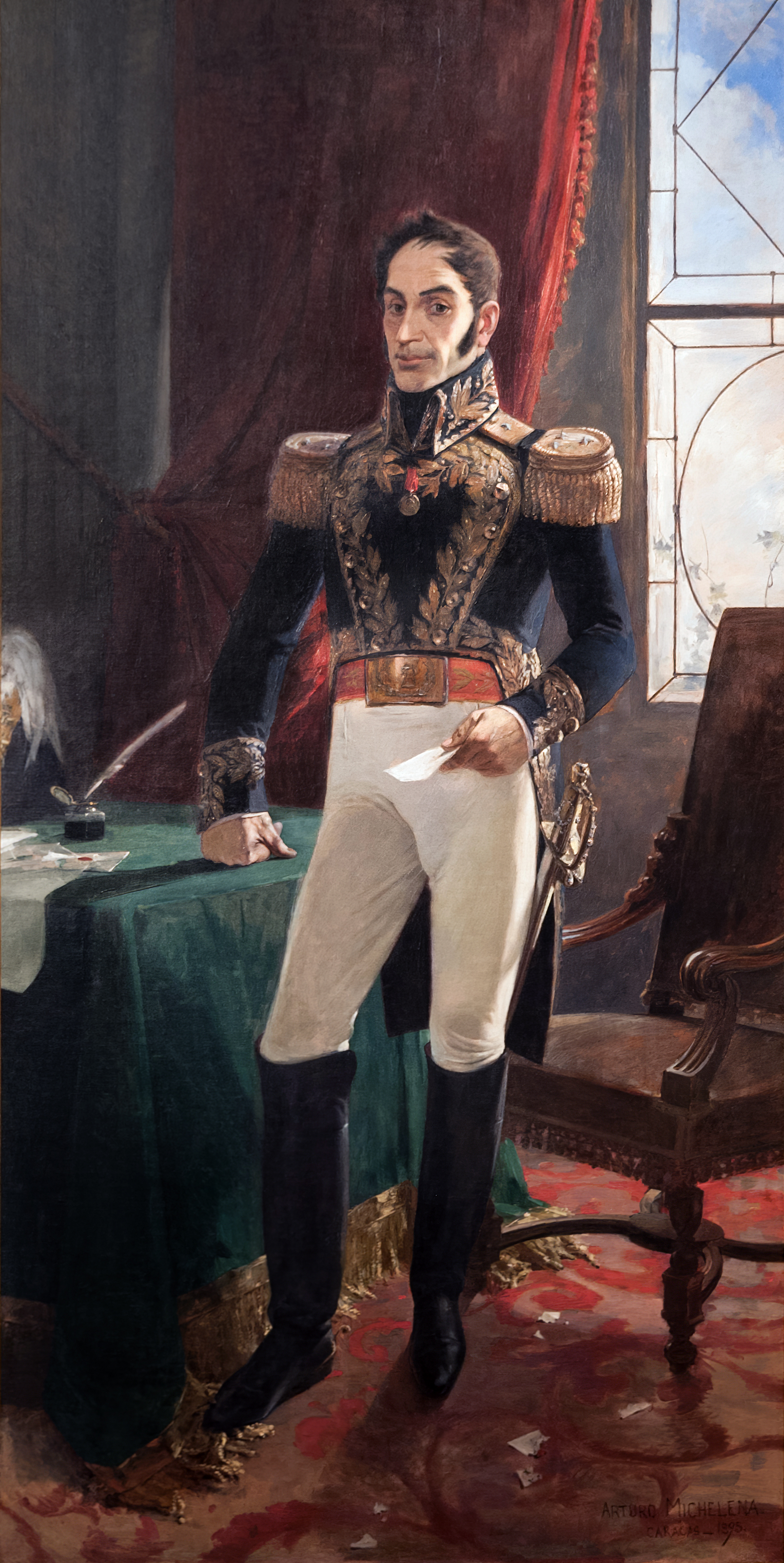
Simón Bolívar.

Como su nombre lo indica, este tratado está dedicado a exaltar la memoria de aquellos quienes lucharon en las Guerras de Independencia Hispanoamericana, en especial Simón Bolívar. Montalvo se preocupa por dar brillantez a dos aspectos: el mérito de los bravos que lucharon con arrojo por ver a sus patrias libres, y la importancia de una libertad amplia y desinteresada.

Nuestra dicha es haber conquistado la libertad, pero nuestra gloria es haber vencido a los españoles invencibles. No, ellos no son cobardes; no, ellos no son malos soldados; no, ellos no son gavillas desordenadas de gente vagabunda: son el pueblo de Carlos Quinto, rey de España, emperador de Alemania, dueño de Italia y señor del Nuevo Mundo.

Compara a Bolívar con grandes figuras, como son Alejandro, César, Eneas, El Cid, Pirro, Aquiles, inclusive Napoleón y Washington, y asegura que es menos conocido porque en el siglo XIX el español ocupaba un lugar relegado en las letras europeas y porque Bolívar no tuviera los vates que ensalzaron la obra de Napoleón.

### Los banquetes de los filósofos
En este ensayo, anota los alimentos preferidos por los antiguos y relata los banquetes de reyes y de los filósofos griegos. En un pasaje se pregunta "Pudieron los antiguos salir airosos en sus comidas y banquetes sin la papa?" para luego hacer una exaltada apología de aquel tubérculo. Del mismo modo, no deja escapar la oportunidad de polemizar, y nuevamente ataca al clero. No puede concebir que mientras las muchedumbres padecen de hambre, el clero viva en la opulencia.
Para el profesor Antonio Sacoto, es el menos logrado de los tratados tanto estéticamente como por su contenido, a la vez que observa que parece un intento de análisis de los Diálogos de Platón.
Para Francis Soria el argumento versa sobre las causas que según el autor siempre han determinado el extraño consorcio entre los goces del espíritu y los placeres gastronómicos. Para Montalvo, éste es uno de los fenómenos permanentes más notables en la vida de todos los pueblos y en el dilatado proceso de la historia de la Humanidad. En la descripción de los festines, hace referencia a las costumbres inmorales de la antigüedad grecolatina, de modo especial cuando trata de la vida de Alcibíades.

### El buscapié
Montalvo desde hace un tiempo tenía en mente imitar a Cervantes, y consecuentemente escribió su novela Capítulos que se le olvidaron a Cervantes. El buscapié, que sirvió luego de prólogo para la mentada novela, tiene como objetivo explicar que al imitar a Cervantes, no se propone igualarle o competir con él, sino simplemente ofrecerle un tributo. Se nota a lo largo de este ensayo la batalla interior que llevaba Montalvo, quien, a todas luces, quiere presentarse humilde y disculparse: se refiere a su obra como una "osadía" y también como "nuestra obrita".
Por otro lado, El buscapié contiene varios comentarios críticos. Por ejemplo, es uno de los primeros escritos en referirse al Quijote como una obra de arte y no de casual inspiración: "El Quijote no es obra de simple inspiración, como puede serlo una oda; es obra de arte, de las mayores y más difíciles que jamás han llevado a cima ingenios grandes". También nota que Don Quijote y Sancho no son solamente arquetipos y personajes antagónicos, sino personajes que se complementan y completan: "Ni Don Quijote es ridículo, ni Sancho bellaco, sin que de la ridiculeza del uno y la bellaquería del otro resulte algún provecho general".

## Trascendencia
Los Siete tratados fueron la obra más exitosa de Juan Montalvo. Durante varias semanas, entre junio y julio de 1883, durante las cuales permaneció en Madrid, la prensa de la ciudad le dedicó elogiosos comentarios a él y su obra. En noviembre del mismo año, el gobierno de Venezuela concedió a Montalvo la condecoración de quinta clase del Busto del Libertador, por haberse distinguido altamente en las letras. Asimismo, varias sociedades literarias de Hispanoamérica le nombraron su Miembro de Honor. Inclusive un país centroamericano (posiblemente El Salvador) llegó a solicitar 400 ejemplares, para distribuir entre todas sus bibliotecas como modelo de bueno lectura. El transitorio éxito económico emocionó tanto al escritor que envió telas y prendas de vestir a los suyos, así como también un piano de cola a la hermana de Eloy Alfaro.
Sin embargo, en Ecuador los Siete tratados fueron condenados por el arzobispo de Quito, José Ignacio Ordóñez, quien en una pastoral calificaba a la obra como "Nidada de víboras en cesto de flores" y con la cual su autor "dobla la rodilla ante nuestro adorable redentor, pero es para darle sacrílegas bofetadas en su rostro divino". Algunos pensadores no estuvieron de acuerdo con su opinión, como en el caso de Francisco García Calderón, quien escribió:

Desde hace tres años, sólo don Juan Montalvo ha conseguido del todo entusiasmarme; y veo que mi entusiasmo era fundado, pues su ilustrísima de Quito ha condenado el libro, dando al orbe una muestra de sus muy claras luces, de su peregrino ingenio, de su sapiensa suma. Ministro del que dejó en el mundo la sublime moral, condenar el libro más moral que han producido los últimos veinte años.

En todo caso, Montalvo rápidamente reaccionó y escribió su libro Mercurial Eclesiástica, lleno de ataques violentos contra Ordóñez y el clero.